# Tiny Thompson
Cecil Ralph »Tiny« Thompson, kanadski poklicni hokejist, * 31. maj 1903, Sandon, Britanska Kolumbija, Kanada, † 11. februar 1981, Calgary, Alberta, Kanada.
Thompson je igral na položaju vratarja. V ligi NHL je preživel 12 sezon, najprej je nastopal za Boston Bruins in nato kasneje še za Detroit Red Wings. V karieri je štirikrat osvojil naslov najboljšega vratarja lige in pokal Vezina Trophy, leta 1959 so ga sprejeli v Hokejski hram slavnih lige NHL. Že v svoji prvi NHL sezoni je nakazal svoj talent, ko je z odličnimi obrambami v končnici Bruinse popeljal do prvega naslova zmagovalca Stanleyjevega pokala. Na pričetku sezone 1938/39 so ga vodilni možje bostonskega kluba po desetih sezonah zamenjali v Detroit Red Wings. Tisto sezono je tudi končal v Detroitu ter pred umikom iz lige odigral še eno sezono v dresu rdečekrilnikov.
V celotni NHL karieri je zbral 81 shutoutov, kar ga danes uvršča na 6. mesto lestvice vratarjev vseh časov. Po koncu igralske kariere se je posvetil trenerskemu delu v nižjih ligah, a se nato ustalil kot priznan hokejski skavt. Thompson je v hokejski zgodovini pomemben zavoljo svoje vratarske tehnike, ki jo v izpopolnjeni različici uporabljajo še danes. Poleg svojih vratarskih sposobnosti je bil poznan še po odlični tehniki s palico, v zgodovino se je vpisal tudi kot prvi vratar lige NHL z namerno doseženo podajo v svoji statistiki.

## Zgodnje življenje
Thompson je odrasel v Calgaryju, Alberta, kjer se mu je leta 1906 rodil brat Paul, ki je kasneje prav tako postal profesionalni hokejist. Že kot otrok je veliko časa prebil ob igranju bejzbola in hokeja na ledu. Čeprav si položaja vratarja najprej ni preveč želel, ga je sprejel kot priložnost za dokazovanje na tekmah. V najstniških letih se ga je v šali prijel vzdevek »Tiny« (»Majceni«), ki se je obdržal vse do konca kariere. Thompson sicer ni bil nizke telesne višine, saj je dosegal 178 cm.
Svojo mladinsko kariero je začel leta 1919 pri 16 letih. Njegova prva postaja je bilo moštvo Calgary Monarchs, s katerim se je (neuspešno) potegoval za vsekanadski pokal mladinskih prvakov Memorial Cup. V sklopu tega tekmovanja je tisto leto igral na dveh tekmah in v mrežo spustil 11 zadetkov, kar je v mladinskih tekmovanjih tistega časa veljalo za odličen dosežek. Po sezoni 1920/21 v ekipi Calgary Alberta Grain je za tri sezone odšel v Bellevue, Alberta. Leta 1924 se je nato pridružil ekipi Duluth Hornets in z njo na 40 tekmah vknjižil 11 shutoutov. Naslednjo sezono je okrepil AHA klub Minneapolis Millers, pri katerem je v treh sezonah zbral 118 nastopov, 33 shutoutov in 1,37 GAA (povprečje prejetih zadetkov na tekmo).

## Liga NHL

### Boston Bruins
Thompson je svojo NHL kariero pričel v sezoni 1928/29, ko je njegovo pogodbo odkupil direktor Boston Bruinsov Art Ross. Ross Thompsona pred podpisom pogodbe sicer nikoli ni videl igrati, ampak se je zgolj zanesel na Thompsonov ugled v Minnesoti. Svoje znanje je novi vratar Bostona pokazal že v svoji prvi tekmi, ko v mrežo ni prepustil nobenega ploščka. S tem je do danes edini vratar iz druščine Hokejskega hrama slavnih lige NHL, ki mu je že na prvi NHL tekmi uspel shutout. V prvi sezoni v Bostonu je nastopil na vseh ligaških srečanjih, dosegel dvanajst shutoutov in imel 1,15 GAA, kar je drugi najnižji GAA v zgodovini lige. Nižjega je v prav tisti sezoni dosegel George Hainsworth, in sicer 0,98. Bruinsi so v Ameriški diviziji zasedli prvo mesto. Svojo odlično formo so potrdili tudi v končnici, v kateri so nanizali pet zmag brez poraza in suvereno osvojili Stanleyjev pokal. V polfinalu so izločili Montreal Canadiense, v finalu so padli še branilci naslova iz prejšnje sezone, New York Rangersi. Thompson je v petih tekmah končnice v svojo mrežo spustil le tri ploščke in zbral tri shutoute. Finale 1929 se je v zgodovino zapisal tudi po tem, da je Tinyju Thompsonu kot član Rangersov nasproti stal brat Paul Thompson. Dvoboj med Paulom in Tinyjem pa ni postal zgolj prvi bratski obračun lige NHL, temveč tudi prvi bratski obračun v finalih Stanleyjevega pokala.
Naslednjo sezono je Thompson znova nastopil na vseh 44-ih Bostonovih tekmah rednega dela, zbral tri shutoute in 2,19 GAA. Vodstvo lige je tisto sezono spremenilo pravila glede podajanja v napad, kar je imelo za posledico velik porast zadetkov. Boston je na 44-ih tekmah zmagal 38-krat, petkrat izgubil in enkrat remiziral. Razmerje 38–5–1 še danes velja za najboljše razmerje zmag in porazov NHL lige (gledano odstotkovno). Thompson je moral v celi sezoni le 98-krat po plošček v svojo mrežo, s čimer je prekosil vratarja Chicaga Charlieja Gardinerja in si priboril svoj prvi pokal Vezina Trophy. Pokal se še dandanes podeljuje najboljšemu vratarju lige, ki so ga do sezone 1981/82 izbrali glede na najnižje število prejetih zadetkov (GA). V končnici Bostonovo moštvo vendarle ni uspelo dodati pike na i odlični sezoni, v finalu so z 0–2 v zmagah klonili proti Montreal Canadiensom. Thompson je predtem v polfinalu z ekipo takoj nanizal dve zmagi in upoštevajoč pet zaporednih zmag iz končnice sezone 1928/29 njegov niz sedmih zaporednih zmag v končnici do danes ostaja najboljši niz zmag s tekem končnice katerega koli novinca v ligi.
V sezoni 1930/31 je znova zaigral na vseh Bostonovih tekmah rednega dela sezone in si z dobrimi igrami prislužil imenovanje v drugo moštvo zvezd lige NHL. V končnici so Bruinsi znova izpadli proti Canadiensom, tokrat že v polfinalu. Polfinalna serija je sicer za razvoj hokeja na ledu bolj kot zaradi svoje rezultatske plati postala pomembna zaradi poteze trenerja Bruinsov Arta Rossa. Slednji je v izdihljajih druge tekme iz vrat povlekel Thompsona in namesto njega na led poslal šestega napadalca, s čimer je želel ekipi dati več možnosti za dosego zadetka. Čeprav se poteza ni pretirano izplačala in je Boston še vedno izgubil, so Rossov manever naslednji dan označili za »osupljiv.« Ta tehnika se je hitro prijela pri ostalih moštvih v ligi in se uporablja še danes.
Bruinsi so se v sezoni 1931/32 prvič od prihoda Thompsona v klub od tekmovanja poslovili že po rednem delu sezone. Thompson je z moštvom slavil le na 13 od 43 tekem, na katerih je nastopil (Boston jih je sicer v rednem delu igral 48). S tem se je tudi prvič zgodilo, da je kot član ekipe izpustil kako tekmo Bruinsov. V naslednji sezoni, 1932/33, se je Boston vendarle uvrstil v končnico, a nato izpadel že v polfinalu, ko so se uvrstitve v finale s 3–2 veselili hokejisti Toronto Maple Leafs. Zadnja tekma polfinalne serije proti Torontu je do danes obveljala za največjo tekmo v Thompsonovi karieri. Ekipi Toronta in Bostona sta bili po rednem delu in preko 100 minutah podaljškov izenačeni, k čemur sta močno pripomogla vratarja Thompson in Lorne Chabot s svojimi dobrimi predstavami. Ob koncu petega podaljška sta trenerja obeh moštev, Conn Smythe in Art Ross, zaprosila predsednika lige NHL Franka Calderja, da bi tekmo končali z remijem in jo ponovili enkrat v prihodnosti. Calder je njuno prošnjo zavrnil in igra se je nadaljevala. Hitro v šestem podaljšku so nato podajo Bostonovega branilca Eddieja Shora prestregli hokejisti Toronta in Ken Doraty je zadrsal v protinapad, speljal Thompsona v napačno stran in ob času 4:46 sredi šestega podaljška zabil odločilni zadetek za napredovanje Toronta v finale. Poklapani Thompson je po koncu druge najdaljše tekme v zgodovini lige NHL prejel stoječe ovacije s strani navijačev v dvorani Maple Leaf Gardens. Thompson je navkljub negativnem razmerju zmag in porazov 2–3 končnico zaključil z odličnim GAA povprečjem 1,23.
V sezoni 1932/33 je prav tako postal drugi vratar po Georgu Hainsworthu, ki je dvakrat osvojil pokal Vezina Trophy za najboljšega vratarja lige. V celi sezoni je vknjižil 11 shutoutov in 1,76 GAA. Potem ko se v sezoni 1933/34 z Bostonom vnovič ni uvrstil v končnico, so Bruinsi v naslednji sezoni udarili nazaj in si priigrali prvo mesto v Ameriški diviziji, Thompsona pa so drugič uvrstili v drugo moštvo zvezd lige NHL. V končnici je za Bruinse sledilo razočaranje, saj so slavili le na eni od štirih tekem. Znova so njihovi krvniki postali hokejisti Toronto Maple Leafsov, prvouvrščeni iz Kanadske divizije. Edina zmaga Bostona v polfinalni seriji proti Torontu je prišla na krilih Thompsonovih obramb, ki je na tisti tekmi dosegel shutout. V celotni končnici je sicer imel relativno nizko GAA povprečje - 1,53.
V sezoni 1935/36 je zbral 10 shutoutov in celo 1 podajo, kar je bila v tistih časih prava redkost. Ob koncu sezone so Thompsona prvič v karieri imenovali v prvo moštvo zvezd lige NHL, istočasno je še tretjič postal dobitnik vratarske lovorike Vezina Trophy in se tako s tremi naslovi izenačil z Gerogem Hainsworthom. Kljub tej sezoni individualnih presežkov so Bruinsi slavili le na 22 od 48 tekem, kar je zadostovalo za 2. mesto v Ameriški diviziji in četrtfinalni obračun s Toronto Maple Leafsi. Slednji se je izkazal za dvoboj nasprotij, saj so Bruinsi prvo tekmo dobili s 6–0 in nato na drugi tekmi tragično izgubili z 0–8. Napredovanja v naslednji krog so se tako s skupnim izidom 8–6 še enkrat več veselili hokejisti Maple Leafsov.
Po sezoni 1936/37, ko so Bruinsi znova zasedli drugo mesto v Ameriški diviziji in znova izpadli že v četrtfinalu - tokrat proti Montreal Canadiensom z 1–2 v zmagah - je sledila sezona 1937/38, Thompsonova zadnja polna sezona v Bostonovem dresu. V rednem delu se je zmage veselil na 30 od 48 tekem, po prvem mestu v diviziji so se Bruinsi v polfinalu srečali z rednimi tekmeci iz preteklih let - hokejisti Toronto Maple Leafsov. Slednji so se še enkrat izkazali za pretrd oreh in z 2–1 napredovali v finale Stanleyjevega pokala 1938. V tej sezoni je Thompson postavil nov rekord, ko je še četrtič in zadnjič v karieri osvojil vratarsko lovoriko Vezina Trophy. Doletela ga je tudi čast uvrstitve v prvo moštvo zvezd lige, njegova druga v karieri.

### Detroit Red Wings
V sezoni 1938/39 je vrata Bostona branil le na petih tekmah, saj so se vodilni v klubu odločili zamenjati postaranega vratarja z bistveno mlajšim Frankom Brimskom, ameriškim Slovencem. Poteza se je izkazala za zadetek v polno, Brimsek je Bruinse v tisti sezoni povedel do Stanleyjevega pokala in si istočasno z 10 shutouti v rednem delu prislužil vzdevek »Mister Zero« (»Gospod Ničla«). Brimsek je pobral tudi pokal Vezina Trophy, mesto v prvem moštvu zvezd lige in pokal Calder Memorial Trophy za najboljšega novinca lige. Thompson je na drugi strani okrepil moštvo Detroit Red Wings, ki so v zameno zanj Bostonu poslali vratarja Normieja Smitha in 15.000 dolarjev. Thompson je s strani Bostona prejel tudi bonus v višini 1.000 dolarjev.
Četudi je trener Bruinsov Art Ross ocenil, da bo tedaj 35-letni Thompson vsaj še pet sezon branil za Detroit, pa je v moštvu ostal le dve sezoni. Po koncu sezone 1939/40 se je namreč upokojil od aktivnega igranja. Rdečekrilniki so v obeh sezonah imeli negativen izkupiček, čeprav so se obakrat prebili v končnico. Ironično so krvniki Detroita obakrat postali hokejisti Toronto Maple Leafsov, z 2–1 in 2–0 v zmagah - obakrat v polfinalu. Skupaj je Thompson v rednem delu sezone 85-krat oblekel dres Detroita in imel razmerje zmag, porazov in remijev 32–41–12. Dosegel je 7 shutoutov in 2,54 GAA. V končnici je zaigral 11-krat, od tega 5-krat zmagal in 6-krat izgubil, ter vknjižil 1 shutout in 2,41 GAA.

## Kasnejša hokejska kariera
Po koncu poklicne igralske kariere se je Thompson podal v trenerske vode in v sezoni 1940/41 prevzel vodenje AHL moštva Buffalo Bisons. V dveh sezonah je moštvo vodil na 56 tekmah, Bisonsi se v obeh sezonah niso uvrstili v končnico. V sezoni 1940/41 je v sili razmer znova stopil v hokejska vrata in za Bisonse odigral eno tekmo. Med drugo svetovno vojno je služil v Kraljevem kanadskem vojnem letalstvu (RCAF) in ob tem deloval še kot trener vojaške ekipe Calgary RCAF Mustangs, ki je tekmovala v članski amaterski ligi Alberte (ASHL). Ekipo je v sezoni 1942/43 povedel do finala proti moštvu Calgary Currie Army. Zaradi poškodb vratarjev mu še enkrat ni preostalo drugega, kot da se sam napravi za igro in to je marca 1943 tudi storil. S Thompsonom v vratih so Mustangsi četrto tekmo finalne serije dobili z 8–4 in v seriji, ki se je igrala na tri zmage (best-of-five), izid poravnali na 2–2 v zmagah. Nastopil je tudi na odločilni peti tekmi, ki pa jo je njegovo moštvo izgubilo z 1–3 in s tem naslov amaterskih prvakov Alberte prepustilo hokejistom Currie Army. Po vojni je deloval pri NHL klubu Chicago Black Hawks, kot skavt je pokrival področje zahodne Kanade. Bil je eden redkih skavtov, ki so poleg igralskih predstav dajali pomen tudi igralčevi osebnosti. Skladno s to filozofijo se je dostikrat pogovarjal z opazovanimi igralci, da bi o morebitnih okrepitvah Black Hawksov izvedel čim več.

## Slog
Thompson je veljal za pokončnega vratarja, ki se je le redko oprl na obe koleni, da bi zaustavil plošček. V ligi NHL je bil eden prvih vratarjev, ki so ploščke lovili z roko in je tudi močno pripomogel k širitvi te tehnike. Bil je eden najboljših lovilcev ploščkov svoje dobe, še posebej ker so v tistih časih vratarji nosili manjše rokavice od soigralcev na zunanjih položajih. V vrata se je običajno postavil z najosnovnejšo zaščito, s čimer je veliko tvegal predvsem pri lovljenjih ploščka, ki se jih je posluževal dosti pogosteje kot izbijanj. Znan je tudi po svoji prepoznavni vratarski pozi, v kateri se pojavlja na številnih fotografijah. Gre za položaj, pri katerem je klečal na enem kolenu, s palico pokrival področje med nogama in s prosto roko lovil ploščke. Nikoli ni nosil dandanašnjih modernih blokerskih ali lovilnih rokavic, temveč je vse opravil z običajnimi rokavicami tistega časa. Johnny Bower, bivši vratar in član Hokejskega hrama slavnih lige NHL, je Thompsona označil za dobrega v igri s palico in za enega najboljših podajalcev svojega časa. Thompson je tako v sezoni 1935/36 postal prvi vratar v zgodovini lige, ki je v svojo statistiko vknjižil podajo. To mu je uspelo tako, da je plošček namenoma podal do soigralca. Prvo vratarsko podajo lige je sicer 18 let prej dosegel Georges Vézina, ki pa svoje podaje ni načrtoval in mu je uspela »ponesreči.«

## Zapuščina
Thompsonovo povprečje prejetih zadetkov na tekmo .875, ki mu je uspelo v sezoni 1929/30, še danes velja za rekord lige NHL. V tisti sezoni je zbral 38 zmag, kar je presegel le Pete Peeters s 40-imi zmagami na 62-ih odigranih tekmah v sezoni 1982/83. Poleg Peetersa ni noben vratar Bruinsov vknjižil več kot 37 zmag v eni sezoni. Na interni lestvici Bostonovih vratarjev Thompson še danes zaseda prvo mesto v odigranih tekmah, zmagah, shutoutih in GAA povprečju. V celotni NHL karieri je vknjižil 81 shutoutov, kar je šesti najboljši dosežek v zgodovini lige. Od igralcev svoje generacije je zaostal le za Georgem Hainsworthom (94 shutoutov). Na tekmah končnice je dosegel sedem shutoutov. Na vratarski lestvici vseh časov zaseda v kategoriji GAA povprečja 5. mesto z 2,08 prejetih zadetkov na časovno obdobje 60 minut. V rednem delu NHL sezone so ga 10-krat okronali za najboljšega vratarja, medtem ko je gledano celotne sezone slavil 5-krat.
Thompsona so leta 1959 sprejeli v Hokejski hram slavnih lige NHL. Umrl je 9. februarja 1981 v Calgaryju. Preživeli sta ga soproga Edith in hči Sandra.

## Pregled kariere
Odebeljeno - reprezentančni nastopi, glej tudi Statistika pri hokeju na ledu.
| Moštvo                | Liga          | Sezona |    | Redni del | Redni del | Redni del | Redni del | Redni del | Redni del | Redni del | Redni del |    | Končnica | Končnica | Končnica | Končnica | Končnica | Končnica | Končnica | Končnica |
| --------------------- | ------------- | ------ | -- | --------- | --------- | --------- | --------- | --------- | --------- | --------- | --------- | -- | -------- | -------- | -------- | -------- | -------- | -------- | -------- | -------- |
| Moštvo                | Liga          | Sezona | OT | PG        | G         | P         | T         | KM        | GT        | OD        | OT        | PG | G        | P        | T        | KM       | GT       | OD       |          |          |
| Calgary Monarchs      | CCJHL         | 19/20  |    |           |           |           |           |           |           |           |           |    |          |          |          |          |          |          |          |          |
| Calgary Monarchs      | M-Cup         | 19/20  |    |           |           |           |           |           |           |           |           |    | 2        | 11       |          |          |          |          | 5.50     |          |
| Calgary Alberta Grain | CCSHL         | 20/21  |    |           |           |           |           |           |           |           |           |    |          |          |          |          |          |          |          |          |
| Bellevue Colts        | AJHL          | 21/22  |    |           |           |           |           |           |           |           |           |    |          |          |          |          |          |          |          |          |
| Bellevue Bulldogs     | ASHL          | 22/23  |    |           |           |           |           |           |           |           |           |    |          |          |          |          |          |          |          |          |
| Bellevue Bulldogs     | ASHL          | 23/24  |    |           |           |           |           |           |           |           |           |    |          |          |          |          |          |          |          |          |
| Bellevue Bulldogs     | Allanov pokal | 23/24  |    |           |           |           |           |           |           |           |           |    | 4        | 10       |          |          |          |          | 2.50     |          |
| Duluth Hornets        | USAHA         | 24/25  |    | 40        | 59        |           |           |           |           | 1.84      |           |    |          |          |          |          |          |          |          |          |
| Minneapolis Millers   | CHL           | 25/26  |    | 36        | 59        |           |           |           |           | 1.64      |           |    | 3        | 1        |          |          |          |          | 0.33     |          |
| Minneapolis Millers   | AHA           | 26/27  |    | 38        | 51        |           |           |           |           | 1.36      |           |    | 6        | 8        |          |          |          |          | 1.33     |          |
| Minneapolis Millers   | AHA           | 27/28  |    | 40        | 51        |           |           |           |           | 1.24      |           |    | 8        | 3        |          |          |          |          | 0.35     |          |
| Boston Bruins         | NHL           | 28/29  |    | 44        | 52        | 0         | 0         | 0         | 0         | 1.15      |           |    | 5        | 3        | 0        | 0        | 0        | 0        | 0.60     |          |
| Boston Bruins         | NHL           | 29/30  |    | 44        | 98        | 0         | 0         | 0         | 0         | 2.19      |           |    | 6        | 12       | 0        | 0        | 0        | 0        | 1.67     |          |
| Boston Bruins         | NHL           | 30/31  |    | 44        | 90        | 0         | 0         | 0         | 0         | 1.98      |           |    | 5        | 13       | 0        | 0        | 0        | 0        | 2.27     |          |
| Boston Bruins         | NHL           | 31/32  |    | 43        | 103       | 0         | 0         | 0         | 0         | 2.29      |           |    |          |          |          |          |          |          |          |          |
| Boston Bruins         | NHL           | 32/33  |    | 48        | 88        | 0         | 0         | 0         | 0         | 1.76      |           |    | 5        | 9        | 0        | 0        | 0        | 0        | 1.23     |          |
| Boston Bruins         | NHL           | 33/34  |    | 48        | 130       | 0         | 0         | 0         | 0         | 2.62      |           |    |          |          |          |          |          |          |          |          |
| Boston Bruins         | NHL           | 34/35  |    | 48        | 112       | 0         | 0         | 0         | 0         | 2.26      |           |    | 4        | 7        | 0        | 0        | 0        | 0        | 1.53     |          |
| Boston Bruins         | NHL           | 35/36  |    | 48        | 82        | 0         | 1         | 1         | 0         | 1.68      |           |    | 2        | 8        | 0        | 0        | 0        | 0        | 4.00     |          |
| Boston Bruins         | NHL           | 36/37  |    | 48        | 110       | 0         | 0         | 0         | 0         | 2.22      |           |    | 3        | 8        | 0        | 0        | 0        | 0        | 2.67     |          |
| Boston Bruins         | NHL           | 37/38  |    | 48        | 89        | 0         | 0         | 0         | 0         | 1.80      |           |    | 3        | 6        | 0        | 0        | 0        | 0        | 1.70     |          |
| Boston Bruins         | NHL           | 38/39  |    | 5         | 8         | 0         | 0         | 0         | 0         | 1.55      |           |    |          |          |          |          |          |          |          |          |
| Detroit Red Wings     | NHL           | 38/39  |    | 39        | 101       | 0         | 0         | 0         | 0         | 2.53      |           |    | 6        | 15       | 0        | 0        | 0        | 0        | 2.41     |          |
| Detroit Red Wings     | NHL           | 39/40  |    | 46        | 120       | 0         | 0         | 0         | 0         | 2.54      |           |    | 5        | 12       | 0        | 0        | 0        | 0        | 2.40     |          |
| Buffalo Bisons        | AHL           | 40/41  |    | 1         | 1         | 0         | 0         | 0         | 0         | 1.50      |           |    |          |          |          |          |          |          |          |          |
| Calgary RCAF Mustangs | CNDHL         | 42/43  |    |           |           |           |           |           |           |           |           |    | 4        | 11       |          |          |          |          | 3.00     |          |

## Nagrade

### NHL
| Nagrada                               | Leto                   |
| ------------------------------------- | ---------------------- |
| Vezina Trophy                         | 1930, 1933, 1936, 1938 |
| Sprejet v prvo moštvo zvezd lige NHL  | 1936, 1938             |
| Sprejet v drugo moštvo zvezd lige NHL | 1931, 1935             |